# Miholjače
Miholjače är en ort i Bosnien och Hercegovina.   Den ligger i entiteten Republika Srpska, i den södra delen av landet, 80 km söder om huvudstaden Sarajevo. Miholjače ligger 1 068 meter över havet och antalet invånare är 644.
Terrängen runt Miholjače är huvudsakligen kuperad, men söderut är den platt. Runt Miholjače är det ganska tätbefolkat, med 60 invånare per kvadratkilometer.. Närmaste större samhälle är Gacko, 3,7 km nordväst om Miholjače. 
Omgivningarna runt Miholjače är en mosaik av jordbruksmark och naturlig växtlighet.